# Variku
Variku is een plaats in de Estlandse gemeente Lääne-Nigula, provincie Läänemaa. De plaats heeft de status van dorp (Estisch: küla).
Tot in oktober 2017 viel Variku onder de gemeente Nõva. In die maand werd Nõva bij de fusiegemeente Lääne-Nigula gevoegd.

## Bevolking
Het dorp had 52 inwoners op 31 december 2011 en 55 inwoners op 31 december 2021.